# Сандія-Парк (Нью-Мексико)
Сандія-Парк (англ. Sandia Park) — переписна місцевість (CDP) в США, в окрузі Берналільйо штату Нью-Мексико. Населення — 265 осіб (2020).

## Географія
Сандія-Парк розташована за координатами 35°9′53″ пн. ш. 106°21′57″ зх. д. / 35.16472° пн. ш. 106.36583° зх. д. (35.164770, -106.365744).  За даними Бюро перепису населення США в 2010 році переписна місцевість мала площу 1,88 км², уся площа — суходіл.

## Демографія
Згідно з переписом 2010 року, у переписній місцевості мешкало 237 осіб у 112 домогосподарствах у складі 70 родин. Густота населення становила 126 осіб/км².  Було 134 помешкання (71/км²).
Расовий склад населення:
| - 97,0 % — білих - 0,4 % — корінних американців - 0,4 % — чорних або афроамериканців - 0,4 % — азіатів |

До двох чи більше рас належало 1,7 %. Частка іспаномовних становила 10,5 % від усіх жителів.
За віковим діапазоном населення розподілялося таким чином: 17,7 % — особи молодші 18 років, 61,2 % — особи у віці 18—64 років, 21,1 % — особи у віці 65 років та старші. Медіана віку мешканця становила 52,9 року. На 100 осіб жіночої статі у переписній місцевості припадало 104,3 чоловіків;  на 100 жінок у віці від 18 років та старших — 97,0 чоловіків також старших 18 років.
Цивільне працевлаштоване населення становило 57 осіб. Основні галузі зайнятості: науковці, спеціалісти, менеджери — 28,1 %, будівництво — 28,1 %, виробництво — 15,8 %, публічна адміністрація — 14,0 %.